# خط ستيمسون
خط ستيمسون (بالإنجليزية: Stimson line)‏ هو من أعراض الحصبة، ويتميز بظهور خط التهابي عرضي على طول حافة الجفن.

## التسمية
سُميَّ نسبةً إلى طبيب الأطفال الأمريكي فيليب موين ستيمسون (1888–1971)، والذي وصفها عام 1926.